# Hikone-Stellschirm

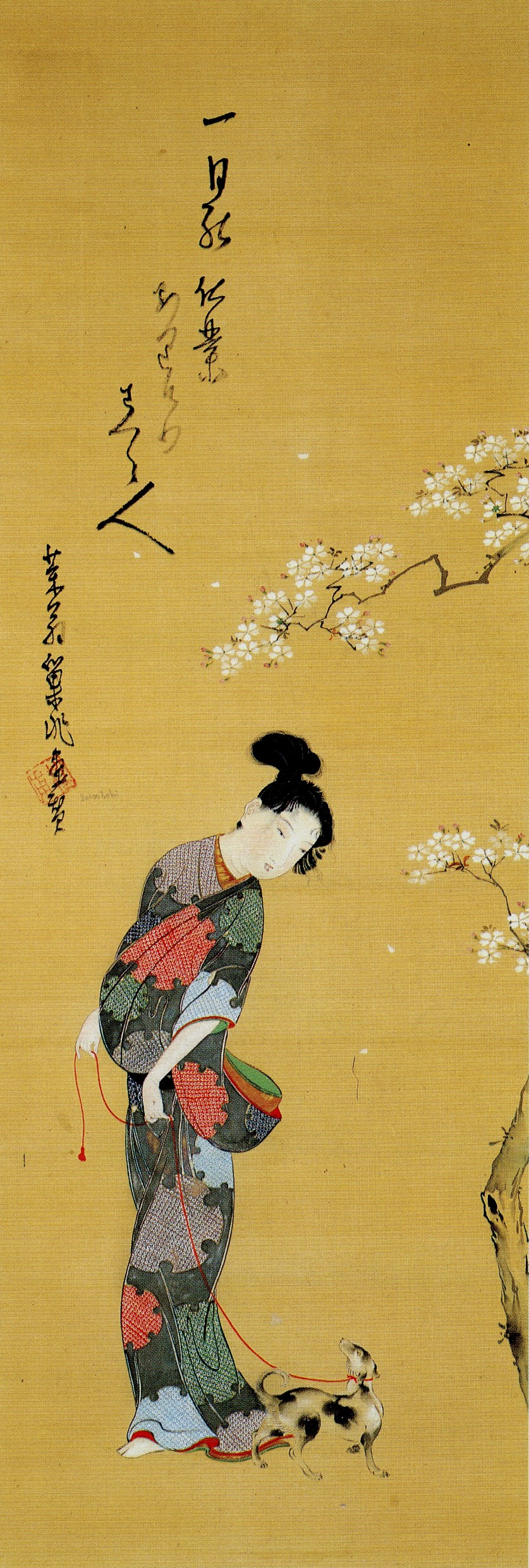
Künstler: Takebe Sōchō

Der Hikone-Stellschirm (japanisch 彦根屏風 Hikone byōbu) ist ein sechsteiliger japanischer Stellschirm unbekannter Entstehungsgeschichte aus der Kan’ei-Zeit (ca. 1624–44). Er war lange im Besitz des Ii-Klans, der auf der Burg Hikone residierte. Heute ist der Stellschirm im Hikone-Burgmuseum zu sehen. Er ist als Nationalschatz registriert.

## Beschreibung

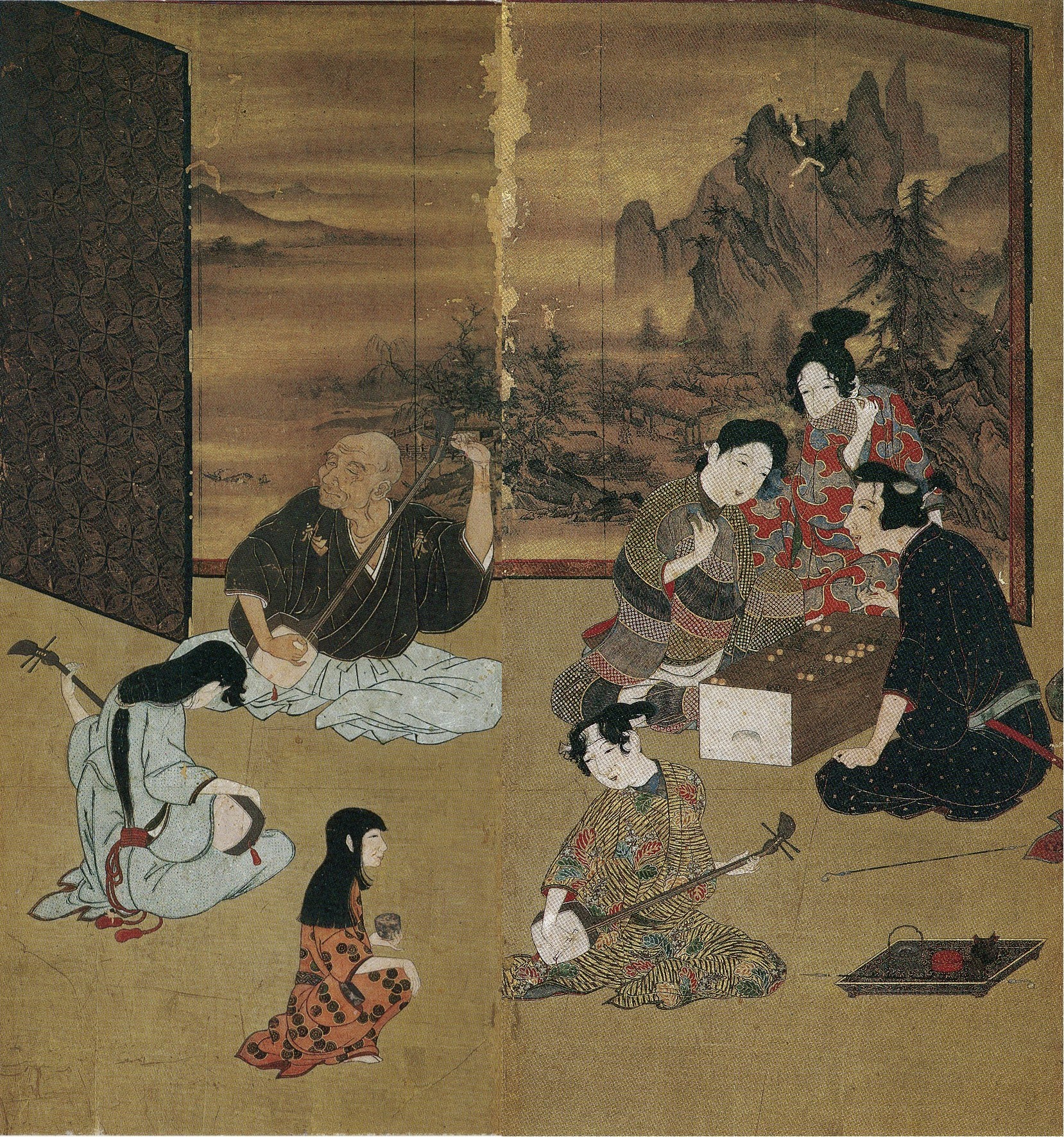
Paneel 1 und 2

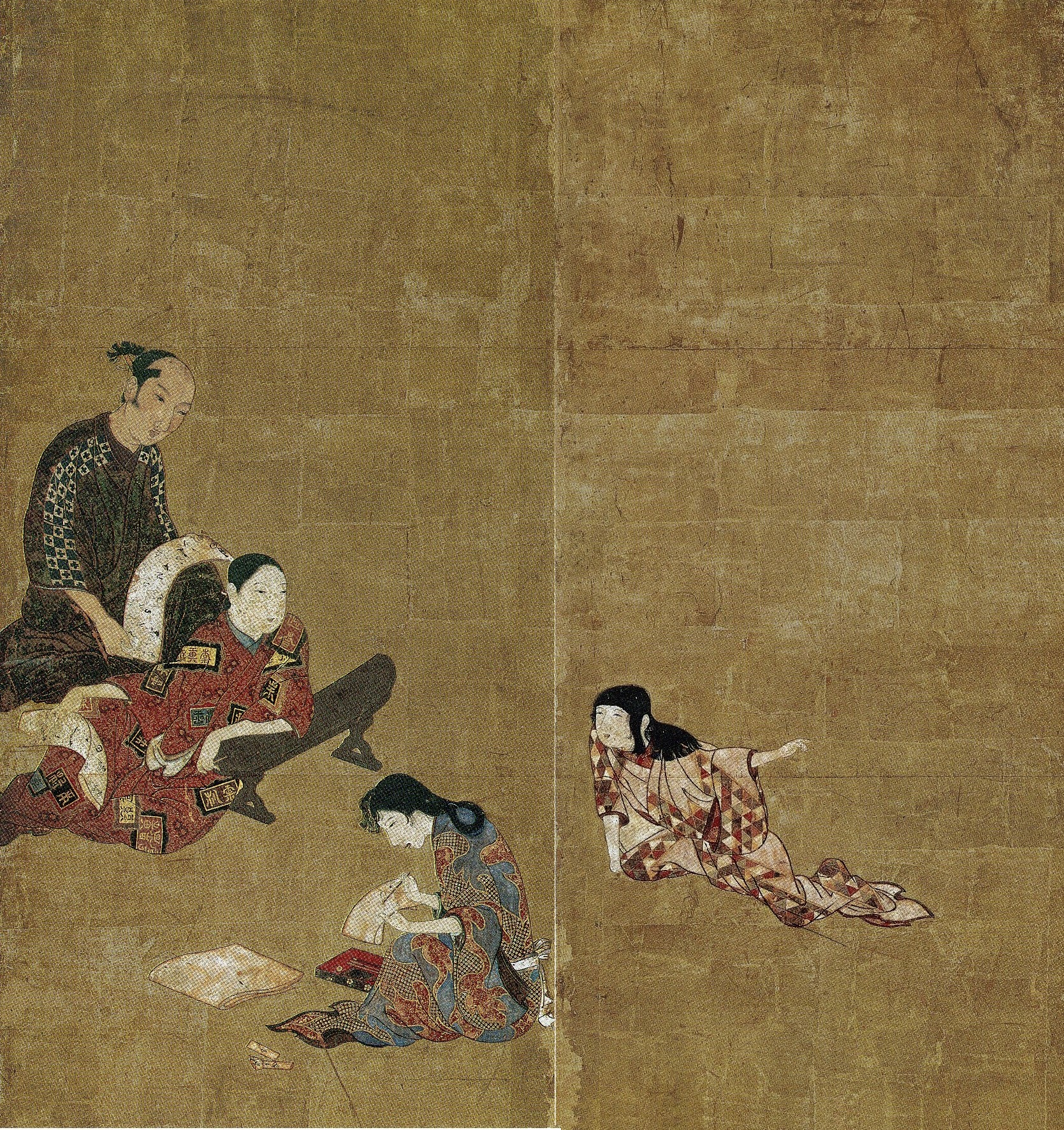
Paneel 3 und 4

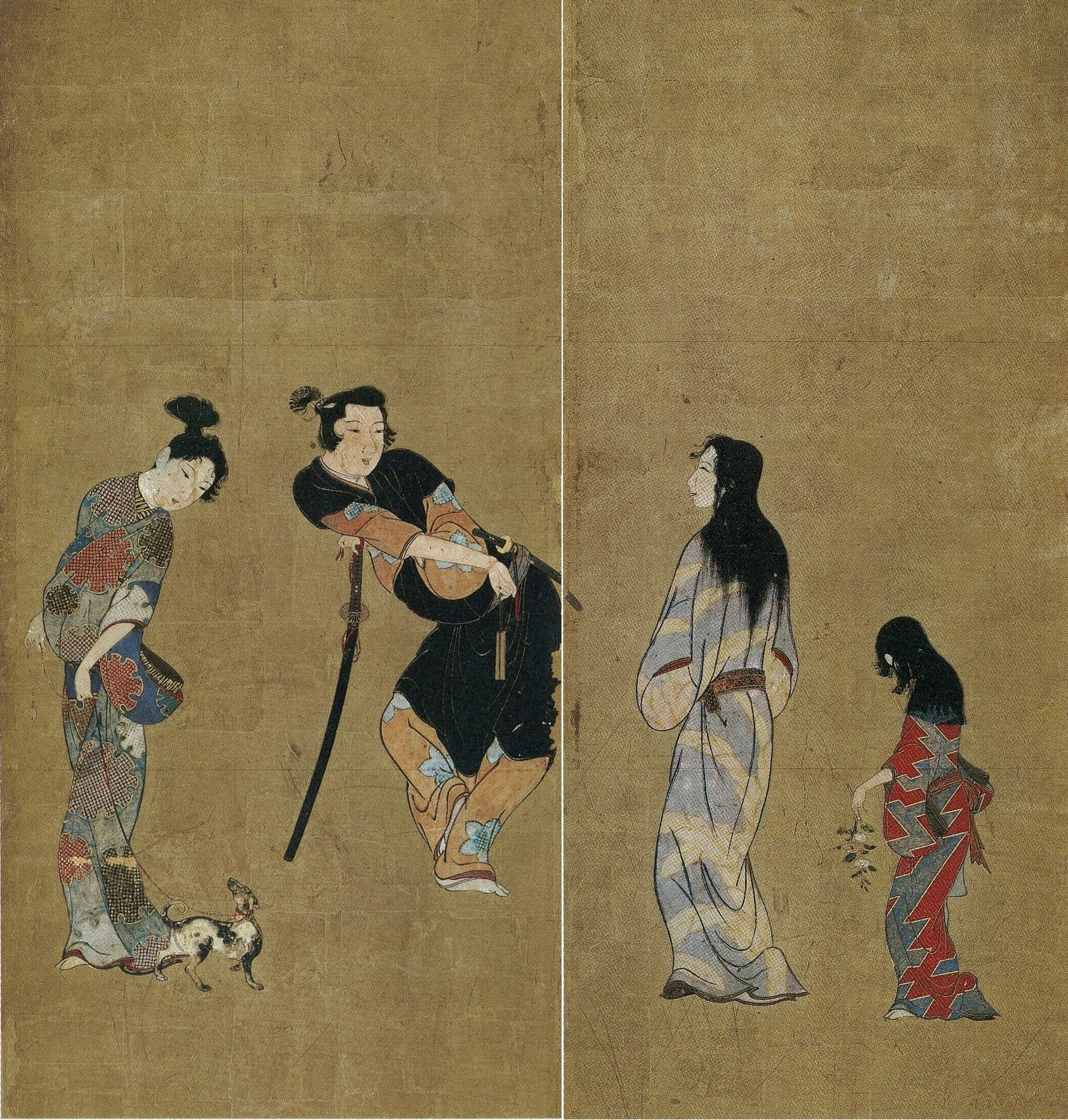
Paneel 5 und 6

Der Stellschirm, ein Beispiel für die Momoyama-Genremalerei, besteht aus sechs Paneelen mit einer Gesamtgröße von 94,5 × 278,8 cm. Auf vergoldetem Untergrund aus Papier sind insgesamt 15 Personen zu sehen, die Szenen aus einem Vergnügungsviertel, wahrscheinlich in Kyōto, darstellen.
1. Der erste zeigt eine Gruppe von Personen, einen alten blinden Shamisen-Spieler, zu dem noch zwei weitere Shamisen-Spielerinnen gehören und dazu ein lauschendes Mädchen mit einer Teetasse.
2. Auf dem zweiten Schirm Rechts daneben sitzen zwei Frauen und ein Mann an einem Sugoroku-Spiel. Diese beiden Gruppen sitzen vor einem Stellschirm, auf dem eine Landschaft, gemalt in der Art der Kanō-Schule, zu sehen ist.
3. Der dritte Schirm rechts daneben zeigt zwei lesende Männer und eine schreibende Frau.
4. Der vierte Schirm zeigt nur ein kleines Mädchen mit hinweisender Geste.
5. Der fünfte Schirm zeigt eine Frau, die sich einem Samurai zuwendet.
6. Der sechste Schirm zeigt eine Frau und ein Mädchen, die sich beide nach links wenden. Die Figuren auf dem 5. und 6. Paneel könnten der Kleidung nach (von rechts) Frühling, Sommer Herbst und Winter darstellen.

Die Personen auf der linken Seite beschäftigen sich mit den „Vier chinesischen Künsten“ (chinesisch 琴棋書畫, Pinyin Qín qí shū huà), also mit Koto- und Go-Spiel, mit Kalligrafie und Malerei. Hier sind als Parodie die ersten beiden Künste durch das Shamisen, also ein Instrument, das in Wirtshäusern gespielt wurde, und Sugoroku, das ebenfalls Spiel der unteren Klassen war, dargestellt.
Betrachtet man den ganzen Stellschirm, so bilden nur die ersten beiden Paneele links – mit einem klassischen Stellschirm in Hintergrund – eine untrennbare Einheit. Die weiteren Figuren-Gruppen werden durch den durchgehenden Goldgrund zusammengehalten. Es sind zwar kleine malerische Übergänge zwischen dem zweiten und dritten und zwischen dem fünften und sechsten Paneel zu sehen, die können aber nachträglich ergänzt worden sein. Mit dem malerischen Schwerpunkt auf der linken Seite könnte der Stellschirm der linke von einem Stellschirm-Paar sein.
1955 wurde der Hikone-Stellschirm als Nationalschatz deklariert unter der Bezeichnung „Genre-Malerei auf vergoldetem Papierhintergrund“ (紙本金地著色風俗図 Shihon Kinjichaku-shoku Fuzoku-zu).

### Weitere Stellschirme mit diesem Thema
Es gibt einen sechsteiligen Stellschirm eines unbekannte Künstlers, der sich im Privatbesitz befindet. Er zeigt eine ähnliche Szenerie auf Goldgrund, also links auf zwei Paneelen eine Musikergruppe vor einem Stellschirm, weitere Personen auf den anderen vier Paneelen, die teils stehen, teils sich an einem niedrigen Tisch sitzen.
Der Hikone-Stellschirm selbst wurde später Vorlage für Nachschöpfungen in Ausschnitten und Abwandlungen, so von Hanekawa Chinchō (羽川 珍重; 1679–1794), Takebe Sōchō (建部 巣兆; 1761–1816. Siehe Sammlung Bälz) und für eine komplette Kopie von Mitani Arinobu (三谷 有信).

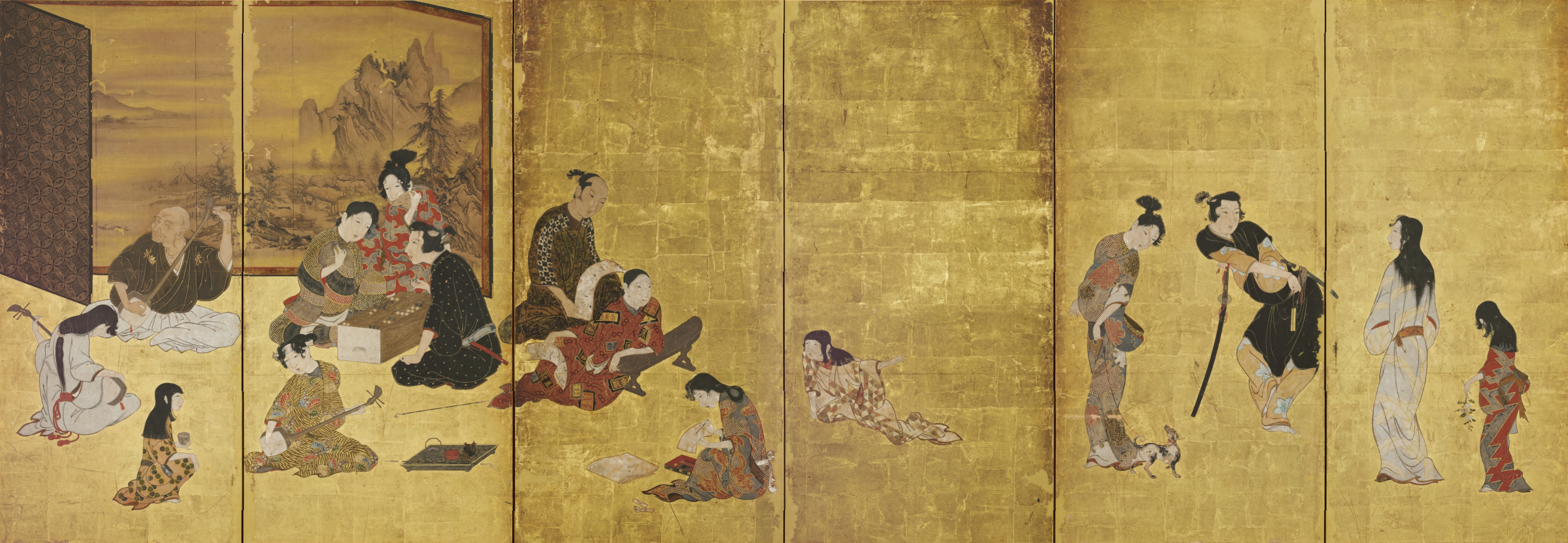
Gesamtansicht